# اليوم الذي توقفت فيه الأرض (فلم 1951)
اليوم الذي توقفت فيه الأرض (بالإنجليزية: The Day the Earth Stood Still) فيلم خيال علمي أمريكي لعام 1951 لشركة فوكس للقرن العشرين، ومن إنتاج جوليان بلوستين وإخراج روبرت وايز. الفيلم من بطولة مايكل ريني وباتريشيا نيل وهيو مارلو. كتب السيناريو إدموند إتش نورث، استنادًا إلى القصة القصيرة للخيال العلمي التي كتبها هاري بيتس بعنوان «وداعًا للسيد Farewell to the Master» عام 1940، وألَّف برنارد هيرمان موسيقى الفيلم.
تدور الأحداث أثناء الحرب الباردة خلال المراحل الأولى من سباق التسلح النووي، وتتضمن قصة الفيلم زائرًا فضائيًا يشبه الإنسان يأتي إلى الأرض، برفقة روبوت قوي، لإيصال رسالة مهمة ستؤثر على الجنس البشري بأكمله.
اختير الفيلم في عام 1995، للحفظ في السجل الوطني للسينما بالولايات المتحدة باعتباره "مهمًا ثقافيًا أو تاريخيًا أو جماليًا.

## طاقم التمثيل
مايكل ريني: في دور كلاتو
باتريشيا نيل: في دور هيلين بنسون
هيو مارلو: في دور توم ستيفنز
سام جافي: في دور البروفيسور جاكوب بارنهاردت
بيلي جراي: ف دور بوبي بنسون
فرانسيس بافييه: في دور السيدة بارلي
لوم مارتن: في دور جورت
بالاشتراك مع: جاي ويليامز - كينيث كيندال - إلمر ديفيس - هاري هارفي - تشارلز تانين لويس جان هيت - بات أهرن - ويلسون وود - درو بيرسون - هاري لوتر - فرانك كونروي -  فاي روب - هارلان وردة كارلسون - ستيوارت ويتمان - روبرت أوسترلوه - لورانس دوبكين - بيل ويلش - والتر ريد - إديث إيفانسون - جون براون السيد - أولان سول السيد كرول - غابرييل هيتتر - جيمس كرافن - تايلر مكفي - بيت بيترز جونيور - فرانكلين فارنوم – ويتون - ميلارد ميتشل - سنوب بولارد - سبنسر تشان.

## ملخص أحداث الفيلم
صحن طائر لامع غير معروف مسافر بسرعة محيرة للعقل، ويخترق الغلاف الجوي للأرض في الخمسينيات من القرن الماضي، وأثناء اشتعال الحرب الباردة. يهبط الصحن الفضائي بسلاسة في واشنطن العاصمة، محاطًا بقوات عسكرية كبيرة لكنها ضعيفة، ويظهر السفير المسالم بين المجرات «جورت»، بصحبة الإنسان الآلي الكبير والقوي للغاية «كلاتو». يطلق أفراد القوة العسكرية الرصاص، ويصاب جورت.
يأمر الكائن الفضائي «كلاتو» الجريح جورت بالهدوء، ويؤخذ إلى المستشفى التي يهرب منها لمعرفة المزيد عن هذا الكوكب، حتى أنه ينتقل للعيش مع عائلة من الأرض. يبدأ الناس في الاشتباه به، ولذا يكشف جورت عن نفسه، بينما تبث الأخبار أن جورت هو عضو في سباق من منفذي الروبوتات الفائقة التي تم اختراعها للحفاظ على سلام المجرة التي ستدمر الأرض إذا تم استفزازها.
تتوالى الأحداث لتنتهي وكلاتو يخاطب الناس والعلماء الذين تم تجميعهم قائلاُ: «لقد أنشأت منظمة بين الكواكب قوة شرطة من الروبوتات التي لا تقهر مثل جورت، واعطيناهم سلطة مطلقة.. اختيارك بسيط، انضم إلينا وعش بسلام، أو تابع مسارك الحالي وتواجه الإبادة. سننتظر إجابتك»، ويغادر كلاتو وجورت في الصحن الطائر.

## استقبال الفيلم
أشادت مجلة فارايتي بالأسلوب الوثائقي للفيلم وكتبت: «يروي الفيلم قصته بشكل ممتع بدرجة كافية ويشبع الخيال العلمي». كتبت الصحيفة السينمائية هاريسون ريبورتس Harrison's Reports: «جيد جدًا! إنه إلى حد بعيد أفضل صور الخيال العلمي التي تم إنتاجها حتى الآن. إنه يحوز على انتباه المشاهد من البداية إلى النهاية، وعلى الرغم من أن الموضوع رائع حقًا، إلا أنه يشعرك كما لو أنه رؤية حدث واقعي بسبب التعامل الخبير مع الموضوع وعمل المؤثرات الخاصة الدقيقة للغاية». أشادت صحيفة لوس أنجلوس تايمز بجدية الفيلم، على الرغم من أنه وجد أيضًا «بعض العناصر التخريبية». كتب بوسلي كروثر من صحيفة نيويورك تايمز مراجعة رافضة، ووصف الفيلم بأنه «ترفيه فاتر» ووصف جورت بأنه «غير مهذب بشكل غريب».
ربح الفيلم 1.850.000 دولار أمريكي من الإيجارات لدور العرض المحلية (الولايات المتحدة وكندا) للموزعين، مما جعله يحتل المرتبة 52 من حيث الدخل. حاز الفيلم على استحسان أكبر في الخارج. منحت جمعية الصحافة الأجنبية في هوليوود صانعي الأفلام جائزة غولدن غلوب خاصة «لتعزيز التفاهم الدولي»، كما حصلت موسيقى الفيلم للموسيقار برنارد هيرمان ترشيحًا لجائزة جولدن جلوب. أعجبت المجلة الفرنسية «دفاتر السينما» بالفيلم، ووصفه كاتبها بيير كاست بأنه «مذهل بالمعنى الحرفي للكلمة».
منح موقع الطماطم الفاسدة الفيلم تقييم مقداره 95% بناء على آراء 57 ناقد فني، وكتب إجماع نقاد الموقع: «نظرًا لكونه اجتماعيًا ولكنه ترفيهي فإنه يضفي أخلاقياته من السلام والتفاهم دون تعليم».

## روابط خارجية
- اليوم الذي توقفت فيه الأرض على موقع IMDb (الإنجليزية)
- اليوم الذي توقفت فيه الأرض على موقع ميتاكريتيك (الإنجليزية)
- اليوم الذي توقفت فيه الأرض على موقع الموسوعة البريطانية (الإنجليزية)
- اليوم الذي توقفت فيه الأرض على موقع روتن توميتوز (الإنجليزية)
- اليوم الذي توقفت فيه الأرض على موقع نتفليكس (الإنجليزية)
- اليوم الذي توقفت فيه الأرض على موقع قاعدة بيانات الأفلام العربية
- اليوم الذي توقفت فيه الأرض على موقع ألو سيني (الفرنسية)
- اليوم الذي توقفت فيه الأرض على موقع Turner Classic Movies (الإنجليزية)
- اليوم الذي توقفت فيه الأرض على موقع أول موفي (الإنجليزية)
- اليوم الذي توقفت فيه الأرض على موقع بوكس أوفيس موجو (الإنجليزية)